# Apiomerus crassipes
Apiomerus crassipes är en insektsart som först beskrevs av Fabricius 1803.  Apiomerus crassipes ingår i släktet Apiomerus och familjen rovskinnbaggar. Inga underarter finns listade i Catalogue of Life.